# Mastomys
Mastomys е африкански род дребни гризачи от семейство Мишкови.

## Морфологични особености
Представителите на рода са със средни и малки размери на тялото, което е с дължина между 62 и 155 mm, а на опашката между 52 и 150 mm и тегло до 90 g. Козината е дълга и мека, при някои видове е къса и груба. Ушите са средни на размер и закръглена форма. Опашката е приблизително толкова дълга, колкото главата и тялото и е покрита с власинки. Краката са дълги и тънки.

## Видове
Родът включва девет вида както следва:
- Mastomys awashensis
- Mastomys coucha
- Mastomys erythroleucus
- Mastomys huberti
- Mastomys kollmannspergeri
- Mastomys natalensis
- Mastomys pernanus
- Mastomys shortridgei
- Myomyscus angolensis